# Kenton in Hi-Fi
| Recensione | Giudizio |
| ---------- | -------- |
| AllMusic   |          |

Kenton in Hi-Fi è un album a nome Stan Kenton and His Orchestra, pubblicato dalla casa discografica Capitol Records nel maggio del 1956 .

## Tracce

### LP
Lato A
1. Artistry Jumps (Arrangiamento di Stan Kenton) – 2:38 (musica: Stan Kenton) – Registrato il 12 febbraio 1956
2. Interlude (Arrangiamento di Pete Rugolo) – 3:06 (musica: Pete Rugolo, Bob Russell) – Registrato il 12 febbraio 1956
3. Intermission Riff (Arrangiamento di Ray Wetzel) – 4:15 (musica: Ray Wetzel) – Registrato il 12 febbraio 1956
4. Minor Riff (Arrangiamento di Pete Rugolo) – 3:03 (musica: Pete Rugolo, Stan Kenton) – Registrato l'11 febbraio 1956
5. Collaboration (Arrangiamento di Pete Rugolo) – 2:40 (musica: Stan Kenton, Pete Rugolo) – Registrato l'11 febbraio 1956
6. Painted Rhythm (Arrangiamento di Stan Kenton) – 3:04 (musica: Stan Kenton) – Registrato l'11 febbraio 1956
7. Southern Scandal (Arrangiamento di Stan Kenton) – 3:06 (musica: Stan Kenton) – Registrato l'11 febbraio 1956

Lato B
1. The Peanut Vendor (Arrangiamento di Stan Kenton) – 4:36 (musica: Moisés Simons) – Registrato il 12 febbraio 1956
2. Eager Beaver (Arrangiamento di Stan Kenton) – 3:24 (musica: Stan Kenton) – Registrato il 12 febbraio 1956
3. Concerto to End All Concertos (Arrangiamento di Stan Kenton) – 7:04 (musica: Stan Kenton) – Registrato il 12 febbraio 1956
4. Artistry in Boogie (Arrangiamento di Pete Rugolo) – 2:38 (musica: Pete Rugolo, Stan Kenton) – Registrato l'11 febbraio 1956
5. Lover (Arrangiamento di Pete Rugolo) – 2:33 (testo: Lorenz Hart – musica: Richard Rodgers) – Registrato il 12 febbraio 1956
6. Unison Riff (Arrangiamento di Pete Rugolo) – 3:11 (musica: Pete Rugolo) – Registrato il 12 febbraio 1956

## Musicisti
- Stan Kenton – pianoforte, direttore orchestra
- Bill Perkins – sassofono tenore
- Spence Sinatra – sassofono tenore
- Vido Musso – sassofono tenore
- Skeets Herfurt – sassofono alto
- Lennie Niehaus – sassofono alto
- Jack Nimitz – sassofono baritono
- Maynard Ferguson – tromba
- Pete Candoli – tromba
- Sam Noto – tromba
- Ed Leddy – tromba
- Vinnie Tanno – tromba
- Don Paladino – tromba
- Milt Bernhart – trombone
- Carl Fontana – trombone
- Bob Fitzpatrick – trombone
- Don Kelly – trombone
- Kent Larsen – trombone basso
- Ralph Blaze – chitarra
- Don Bagley – contrabbasso
- Mel Lewis – batteria
- Chico Guerrero – timbales, bongos [4]